# Zuiveringsgraad
De zuiveringsgraad is de verhouding van het totaal aantal op een rioolwaterzuiveringsinstallatie (RWZI) aangesloten inwoners in een bepaalde gemeente of regio ten opzichte van het totaal aantal inwoners in dat gebied.

## Vlaanderen
In april 2022 bedroeg de zuiveringsgraad in Vlaanderen 86 %. Kortenaken in Vlaams-Brabant had de laagste zuiveringsgraad (2,5 %), terwijl Baarle-Hertog in Antwerpen de hoogste zuiveringsgraad had (99,9 %).
De zuiveringsgraad is in Vlaanderen van 26 % in 1992 gestegen naar 45 % in 2000 en naar 86 % in 2022.